# Fraport
Fraport er en tysk virksomhed, der driver lufthavne i Tyskland og en række andre lande i Europa, Asien og Sydamerika. Firmaet har hovedsæde i Frankfurt am Main og ejerkredsen var i 2017 delstaten Hessen (31,32%), Frankfurt am Main kommune (20%), Lufthansa 8,2%, Lazard Asset Management (5,05%) og andre (35,19%). Aktiekapitalen var i maj 2016 924,3 mio EUR.

## Lufthavne
| Navn                                           | Kode (IATA) | Land       | Passagertal     | Starter/landinger | Fragt (1000 tons) |
| ---------------------------------------------- | ----------- | ---------- | --------------- | ----------------- | ----------------- |
| Flughafen Frankfurt Main                       | FRA         | Tyskland   | 59,6 mio (2014) | 469.026 (2014)    | 2.165 (2014)      |
| Burgas Lufthavn                                | BOJ         | Bulgarien  | 2,88 mio (2016) | 20.873 (2016)     | 10,9 (2016)       |
| Flughafen Hannover-Langenhagen                 | HAJ         | Tyskland   | 5,4 mio (2016)  | 75.711 (2016)     | 9,5 (2016)        |
| Pulkovo Lufthavn, Sankt Petersborg             | LED         | Rusland    | 13,3 mio (2016) | 133.062           | n.a.              |
| Varna Lufthavn, Varna                          | VAR         | Rumænien   | 1,69 mio (2016) | 14.818 (2016)     | 3,3 (2016)        |
| Ljubljana Jože Pučnik International Airport    | LJU         | Slovenien  | 1,4 mio (2016)  | 32.701 (2016)     | 10.400 (2016)     |
| Korfu Lufthavn                                 | CFU         | Grækenland | 2,4 mio (2015)  | 18.400 (2015)     | n.a.              |
| Aktion Lufthavn, Preveza                       | PVK         | Grækenland | 0,4 mio (2015)  | 3.800 (2015)      | n.a.              |
| Kefallinia Lufthavn, Kefalonia                 | EFL         | Grækenland | 0,5 mio (2015)  | 4.400 (2015)      | n.a.              |
| Chania Lufthavn, Chania                        | CHQ         | Grækenland | 2,7 mio (2015)  | 18.400 (2015)     | n.a.              |
| Thessaloniki Internationale Lufthavn           | SKG         | Grækenland | 6,0 mio (2016)  | 48.000 (2015)     | 5,7               |
| Kavala International Airport, Kavala           | KVA         | Grækenland | 0,2 mio 2015    | 3.100 2015        | n.a.              |
| Skiathos Lufthavn, Skiathos                    | JSI         | Grækenland | 0,4 mio 2015    | 3.100 2015        | n.a.              |
| Mykonos Lufthavn, Mykonos                      | JMK         | Grækenland | 0,9 mio 2015    | 9.500 2015        | n.a.              |
| Santorini Lufthavn, Santorini                  | JTR         | Grækenland | 1,5 mio 2015    | 12.100 2015       | n.a.              |
| Mytilini Lufthavn, Mytilini                    | MJT         | Grækenland | 0,5 mio 2015    | 6.300 2015        | n.a.              |
| Samos Lufthavn, Samos                          | SMI         | Grækenland | 0,4 mio 2015    | 6.300 2015        | n.a.              |
| Kos Lufthavn, Kos                              | KGS         | Grækenland | 2,1 mio 2015    | 16.800 2015       | n.a.              |
| Rhodos Lufthavn                                | RHO         | Grækenland | 4,6 mio 2015    | 34.200 2015       | n.a.              |
| Zakynthos Lufthavn, Zakynthos                  | ZTH         | Grækenland | 1,3 mio 2015    | 9.500 2015        | n.a.              |
| Antalya Lufthavn, Antalya                      | AYT         | Tyrkiet    | 19 mio. 2016    | 125.000 2016      | n.a.              |
| Indira Gandhi International Airport, New Delhi | DEL         | Indien     | 55,6 mio 2016   | 406.506 2016      | 845.507 2016      |
| Xi'an Xianyang Lufthavn Xi'an                  | XIY         | Kina       | 37,0 mio 2016   | 290.193 2016      | 233.799 2016      |
| Jorge Chávez International Airport, Lima       | LIM         | Peru       | 18,8 mio 2016   | 176.864 2016      | 287.826 2016      |

## Overtagelse af græske lufthavne
Efter langvarige forhandlinger med den græske stats privatiseringsorgan TAIPED overtog Fraport i april 2017 ledelsen og driften af 14 regionale lufthavne på en 40-årig kontrakt. 2017-2021 agter Fraport at investere 330 mio EUR og forventer i hele kontraktperioden at bruge yderligere 670 mio EUR.